# Cirolana acanthura
Cirolana acanthura är en kräftdjursart som först beskrevs av Notenboom 1981.  Cirolana acanthura ingår i släktet Cirolana och familjen Cirolanidae. Inga underarter finns listade i Catalogue of Life.